# Jutta Rübke
Jutta Rübke geb. Rühmkorf (* 7. Januar 1947 in Hildesheim) ist eine deutsche Politikerin und war Mitglied des Niedersächsischen Landtags.

## Ausbildung und Beruf
Nach der Schule begann Rübke eine Lehre zur Verwaltungsangestellten. Von 1964 bis 1980 arbeitete sie in verschiedenen Ämtern. Anschließend war sie Vorsitzende des Personalrates „Innere Verwaltung“ und des Gesamtpersonalrates. Ab 1991 war sie als stellvertretende ÖTV-Vorsitzende Niedersachsens tätig. Nach der Gründung von ver.di im Jahre 2001 wurde sie Leiterin des Fachbereichs „Gemeinden“ für Niedersachsen und Bremen.

## Politik
Neben ihrer Gewerkschaftstätigkeit ist Rübke seit 1982 Mitglied der SPD. 2003 und 2008 wurde sie über die Landesliste in den Niedersächsischen Landtag gewählt. Bei beiden Wahlen verfehlte sie die Mehrheit im Landtagswahlkreis Hildesheim.

## Sonstige Ämter
Seit 1988 ist Rübke ehrenamtliche Landesarbeitsrichterin. Seit 1998 gehört sie dem Aufsichtsrat der Stadtwerke Hannover und dem Vorstand der Volkshochschule Hildesheim an. Seit 2001 ist sie zudem Vorstandsmitglied des Gemeindeunfallverbandes Hannover. 2017 wurde sie von der niedersächsischen Landesregierung zur Landesbeauftragten zur Aufarbeitung des Radikalenerlasses berufen. 